# Söderblom-Gymnasium

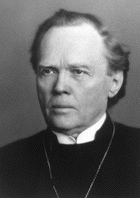
Nathan Söderblom (1866–1931) ist Namensgeber der Schule

Das Söderblom-Gymnasium ist das einzige Gymnasium in der ostwestfälischen Stadt Espelkamp in Nordrhein-Westfalen.

## Geschichte
In der nach dem Zweiten Weltkrieg neu entstehenden Stadt Espelkamp gab es zunächst keine höhere Schule, die nächsten erreichbaren weiterführenden Schulen (Realschule, Gymnasium) lagen in der Kreisstadt Lübbecke. Die Stadt Espelkamp war in der speziellen Aufbausituation nicht in der Lage, die Trägerschaft zu übernehmen. Weiterhin gab es einen großen Bedarf durch den Zuzug von Flüchtlingskindern aus der DDR, die ihre dort begonnene Ausbildung an einer höheren Schule abgebrochen hatten und in Westdeutschland wegen der völlig anderen Lehrpläne nicht ohne weiteres weiterführen konnten.
In dieser Situation entschloss sich die Evangelische Kirche von Westfalen, eine Aufbauschule mit Internat zu gründen (Unterrichtsbeginn 1953), die diesen Bedarf abdeckte. Eine weitere Zielgruppe waren Schüler aus dem ländlichen Umfeld Espelkamps, die wegen der weiten Schulwege zur damaligen Zeit kaum eine Chance zu einer höheren Schulbildung hatten. Für die Schüler aus der DDR wurden spezielle Förderkurse eingerichtet. Von Anfang an lief die Schule unter Koedukation, was zur damaligen Zeit noch sehr selten war. Mit ihrer Gründung begann die evangelische Landeskirche, die bis dahin keine Schulträgerschaften übernommen hatte, sich auf schulpädagogischem Feld zu engagieren nach dem Vorbild des florierenden katholischen Privatschulwesens.
Auch Motive der Diakonie spielten eine Rolle.
Aus Dankbarkeit für die schwedische Aufbauhilfe nach dem Zweiten Weltkrieg in der Vertriebenenstadt Espelkamp wurde die Schule im Jahre 1955 nach dem schwedischen Theologen und Friedensnobelpreisträger Nathan Söderblom benannt.

„Das Söderblomgymnasium für Jungen und Mädchen ist nicht nur architektonisch, sondern auch von der pädagogischen Einrichtung her ein in Nordrhein-Westfalen fast unübertroffenes Vorbild eines modernen Lehr- und Erziehungsinstitutes.“

Ab 1958 wurden Schüler ab der Sexta aufgenommen, seitdem existiert die Schule als grundständiges Gymnasium.
Vor der Reform der gymnasialen Oberstufe in den 1970er Jahren titulierte die Bildungseinrichtung als „Privates Aufbaugymnasium, Neusprachliches Gymnasium mit Mathematisch-naturwissenschaftlichem Zweig“.
Wegen stark gestiegener Schülerzahlen wurde ein Neubau errichtet, der am 11. Oktober 1976 eingeweiht wurde.

## Architektur
Das Schulgebäude wurde 1953 als Pavillonschule entworfen und gebaut.
Die ursprüngliche Sichtziegelfassade des Schulgebäudes wurde von 2013 bis 2014 von den Architekten und Stadtplanern Farwick + Grote (Heiner Farwick und Dagmar Grote) aus Dortmund mit einer Keramikoberfläche aus Argeton-Terzo-2-Ziegeln von Wienerberger energetisch saniert.

## Heutige Schuldaten
Die Schule wird heute von über 1350 Schülern besucht und nimmt an der Initiative „Schule ohne Rassismus – Schule mit Courage“ teil.
Für das Schuljahr 2023/2024 ist die Schule als Bündelungsgymnasium ausgewiesen.

### Fremdsprachenfolge
(Stand: März 2019)
- Englisch ab Klasse 5
- Französisch ab Klasse 6
- Lateinisch ab Klasse 7
- Russisch ab Klasse 10

### Ökumenische Partnerschaften
(Stand: März 2019)
- Collège Notre-Dame, Bourbourg
- Bäckängsgymnasiet, Borås
- IV Liceum im. Tadeusza Kotarbińskiego, Gorzów Wielkopolski

## Namhafte Angehörige

### Lehrer
Lehrer bis 1954
- Friedrich Schepsmeier (* 1949), Lehrer und Politiker; Lehrer von 1975 bis 1992
- Dieter Waltke (* 1953), Handballspieler; Lehrer von 1983 bis 2018

### Schüler
- Daniela Beihl (* 1984), Politikerin; Abitur 2004
- Kurt Bock (* 1958), Industriemanager; Abitur 1977[17]
- Alfred Buß (* 1947), evangelischer Theologe; Abitur 1967
- Holger Czitrich-Stahl (* 1960), Autor; Abitur 1980
- Nino Haratischwili (* 1983), Schriftstellerin. Besuchte von 1995 bis 1997 das Söderblom-Gymnasium.
- Heinz-Dieter Heckmann (1953–2016), Philosoph und Hochschullehrer; Abitur 1972
- Paul-Joachim Heinig (* 1950), Historiker und Diplomatiker; Abitur 1970
- Wilm Herlyn (* 1945), Politologe und Journalist; Abitur 1966
- Lena Klassen (* 1971), Schriftstellerin; Abitur 1991
- Hans-Joachim Klimkeit (1939–1999), Religionswissenschaftler; Abitur 1958
- Helmut Klüter (* 1950), Geograph und Hochschullehrer; Abitur 1969
- Birger Kollmeier (* 1958), Hörforscher und Hochschullehrer; Abitur 1976
- Uwe Leprich (* 1959), Energie- und Wirtschaftswissenschaftler; Abitur 1978
- Daniel Littau (* 1991), Schauspieler und Filmproduzent; Abitur 2011
- Harald Nickel (1953–2019), Fußballspieler u. a. bei Arminia Bielefeld, Borussia Mönchengladbach, Nationalmannschaft; bis zur Oberstufe, Abitur in Belgien
- Peter Pauls (* 1953), Journalist, Chefredakteur des „Kölner Stadt-Anzeigers“ 2009–2017, Chefautor des „Kölner Stadt-Anzeigers“
- Achim Post (* 1959), Politiker; Abitur 1978
- Dietmar Post (* 1962), Filmregisseur; Abitur 1982
- Wilhelm Priesmeier (* 1954), Politiker; Abitur 1974
- Ulrich Rößler (* 1939), Festkörperphysiker; Abitur 1958
- Reinhard Scheibe (* 1943), Politiker; Abitur 1964
- Peter Schröder (* 1960), Professor für Informatik, California Institute of Technology (Caltech) in Pasadena, Kalifornien; Abitur 1980
- Hermann Schwengel (1949–2014), Soziologe und Hochschullehrer; Abitur 1969
- Ulrich Troitzsch (* 1938), Technikhistoriker und Hochschullehrer; Abitur 1958
- Henning Vieker (* 1983), Physiker und Bürgermeister der Stadt Espelkamp seit 2020; Abitur 2003[18]
- Oliver Vogt (* 1977), Politiker; Abitur 1997[19]
- Michael Weinrich (* 1950), reformierter Theologe; Abitur 1968
- Lars Windhorst (* 1976), Unternehmer; ohne Abitur
- Hans-Wilhelm Windhorst (* 1944), Agrargeograph und Hochschullehrer; Abitur 1963
- Tine Wittler (* 1973), Schriftstellerin, Filmproduzentin, Schauspielerin, Sängerin und Fernsehmoderatorin; Abitur 1992

## Publikationen
- Dieter Köpper: Ihr seid zur Freiheit berufen. Das Söderblom-Gymnasium in den Jahren 1953–1984. Uhle & Kleimann, Lübbecke, 1987. ISBN 3-922657-64-8.